# December, 1963 (Oh, What a Night)
Pour les articles homonymes, voir Oh, What a Night.
December, 1963 (Oh, What a Night) est une chanson interprétée par le groupe The Four Seasons, écrite par le clavier Bob Gaudio et sa future épouse Judy Parker, produite par Gaudio et incluse sur l'album Who Loves You paru en 1975.
Le chant principal est assuré par le batteur Gerry Polci, Frankie Valli, chanteur principal habituel, se charge du pont et les chœurs, la partie en falsetto revenant au bassiste Don Ciccone (And I felt a rush like a rolling ball of thunder / Spinning my head around and taking my body under).
Le morceau sort en single en décembre de la même année. Il atteint la première place du UK singles chart le 21 février 1976, puis la première place du Billboard Hot 100 le 13 mars suivant.

## Reprises et remixes
L'adaptation française d'Eddy Marnay est enregistrée en 1976 par Claude François sous le titre Cette année-là, puis reprise par M. Pokora en 2016. Déjà en 2000, le rappeur Yannick avait sorti une adaptation personnelle de la version française.
Le groupe italo-américain Change a repris le titre en 1982 sur l'album Sharing Your Love.
Le DJ néerlandais Ben Liebrand remixa le titre en 1988. Cinq ans plus tard en 1993, ce remix atteignit la 14e place du Hot 100.
Le jeu PaRappa the Rapper, sorti sur PlayStation en 1996, reprend également l'air du morceau, dans le morceau final du mode histoire, intitulé "Parappa's Live Rap With MC King Kong Mushi".